# Ado定理
在抽象代數中，Ado定理指出每一個有限維的，在一個零特徵的域{\displaystyle K}上的李代數{\displaystyle L}都可被看作是一個用交換子李括號定義的關於方塊矩陣的李代數。更為準確地說，定理指出{\displaystyle L}在{\displaystyle K}上有一個在有限維向量空間{\displaystyle V}上的忠實線性表示，使得{\displaystyle L}與一個{\displaystyle V}自同态的子代數同構。
雖然對於典型群的李代數而言，這個結果並不特別，但對於一般情況這則是一個深刻的結果。在應用到一個李群{\displaystyle G}的實李代數上時，該定理並不指出{\displaystyle G}有一個忠實的線性表示（這一般是不正確的），而是指出{\displaystyle G}總是有一個線性表示與一個線性群局部同構。定理于1935年由喀山国立大学的Igor Dmitrievich Ado（Nikolai Chebotaryov的學生）所證明。
定理中對於特徵的限制則與後來由岩泽健吉和Harish-Chandra除去。